# Monts de Crimée
Pour l’article homonyme, voir Crimée.
Les monts de Crimée (en ukrainien Кримскі Гори, Krymski Hory ; en russe Крымские Горы, Krymskie Gory ; en tatar de Crimée Qırım dağları) sont un massif de montagnes situé le long du littoral sud-est de la péninsule de Crimée, dans la mer Noire.

## Géographie
Les monts de Crimée culminent à 1 545 mètres d'altitude au mont Roman-Koch et constituent le prolongement en Crimée du Grand Caucase. À ses pieds, le long de la mer Noire, se trouvent les villes de Sébastopol, plus grand port de Crimée, et de Yalta, station balnéaire célèbre pour les accords signés en 1945.
Le climat et la végétation y sont principalement de types méditerranéens.

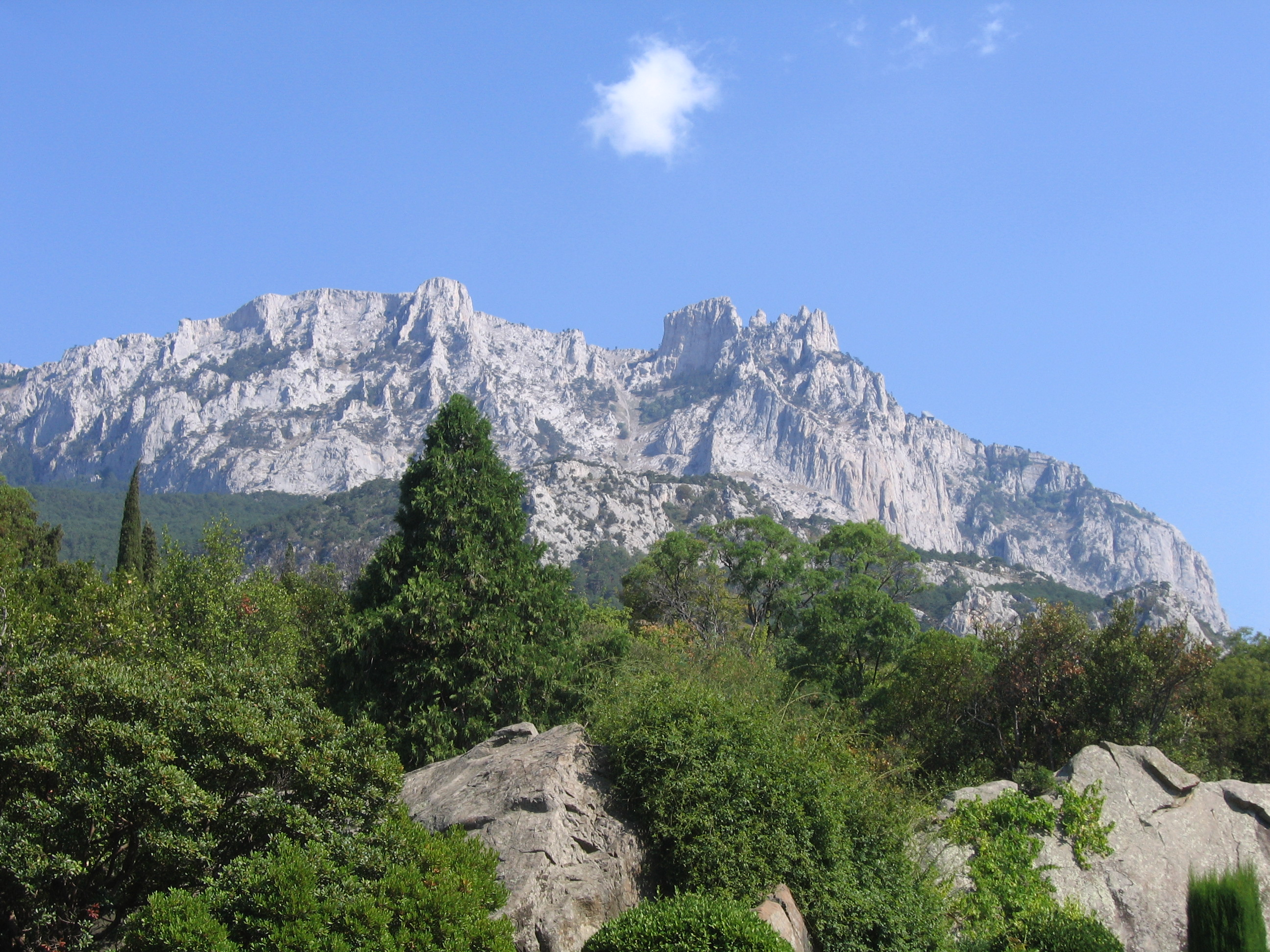
Vue du mont Aï-Petri.
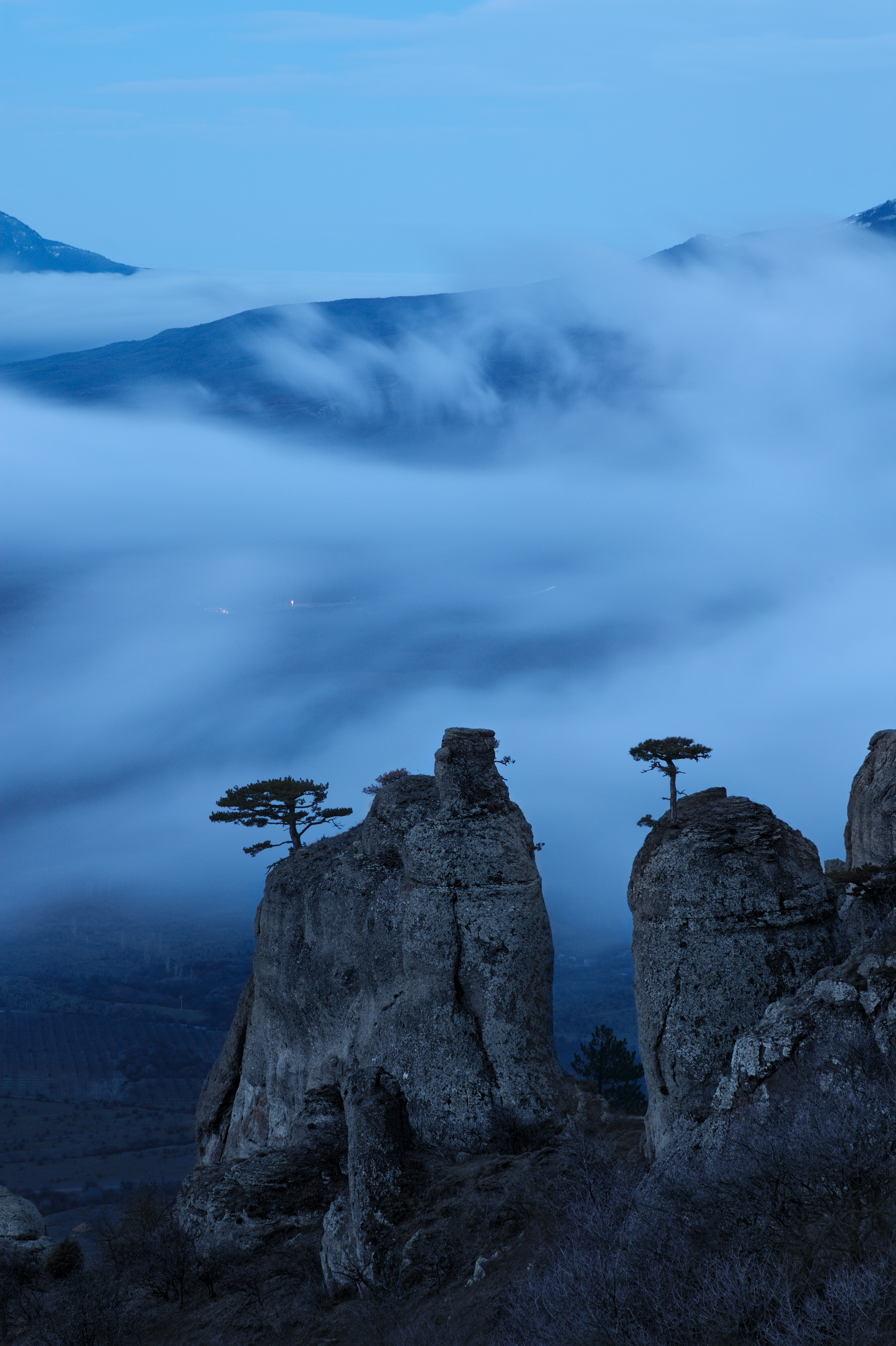
Demerdji dans les monts de Crimée (janvier 2013).
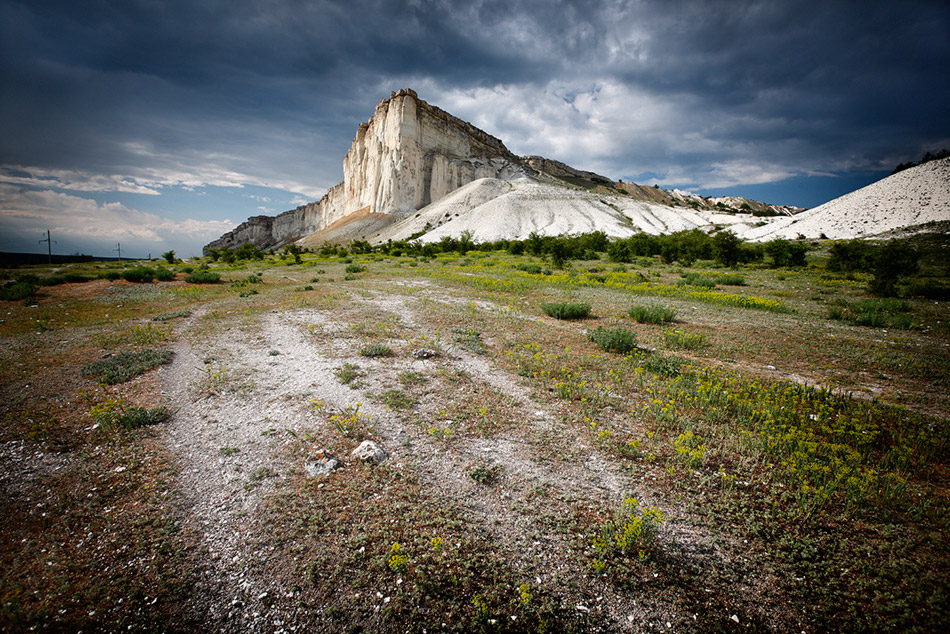
Rocher Aq Qaya à Belogorsk.
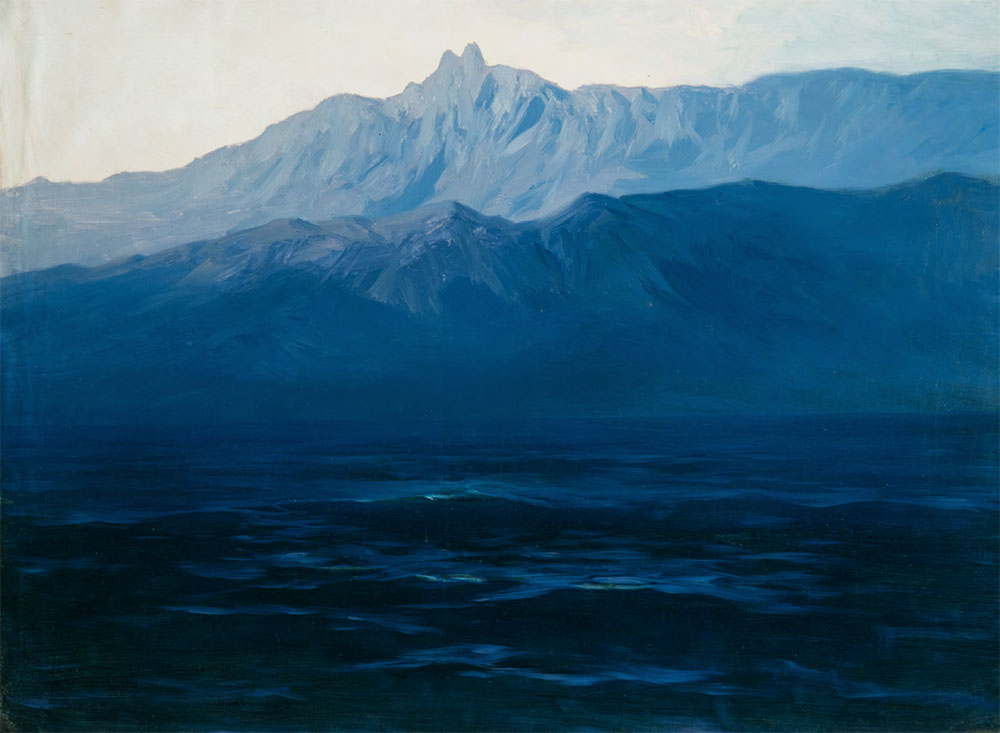
Arkhip Kouïndji, Aï-Petri. Crimée, 1898-1908.
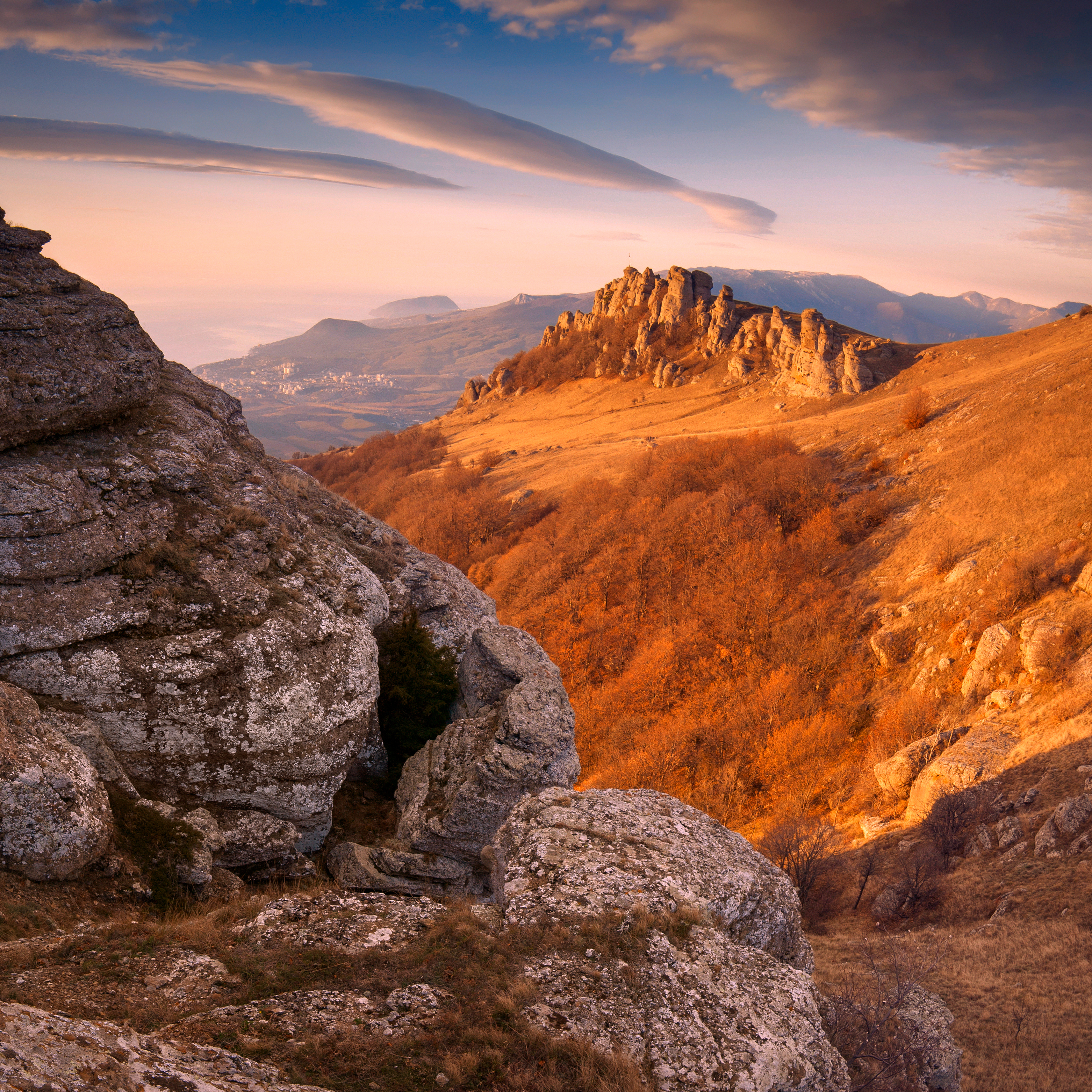
Le Demerdji, Demergi ou Demirci, dans les monts de Crimée. Octobre 2013.

## Présence humaine
Des archéologues ont trouvé le plus ancien humain anatomiquement moderne d'Europe sur le site de Buran-Kaya des monts de Crimée. Les fossiles sont âgés de 32 000 ans avec des artefacts liés à la culture gravettienne,.

## Protection environnementale
Une partie du massif est protégé par la réserve naturelle de la forêt de montagne de Yalta.